# Karhunkierros
Le Karhunkierros, ou Circuit de l'ours même s'il ne forme pas une boucle, est un chemin de randonnée de Finlande.
Il se situe dans le nord-est du pays, sur les communes de Salla et Kuusamo. Il a été balisé en 1954.
Il comporte deux points de départ (Hautajärvi et Ristikallio), et suivant le point choisi sa longueur est de 73 ou de 82 km. Les deux branches se rejoignent après une journée de marche (18 km d'un côté, 27 km de l'autre). Il traverse une nature très sauvage bordant la frontière russe dans un paysage de collines granitiques couvertes de pins. Une partie du sentier se situe dans le Parc national d'Oulanka.
Le sentier se termine au sommet du mont Rukatunturi, près de la station de ski de Ruka.
C'est le sentier de randonnée le plus populaire de Finlande. Il attire chaque année autour de 200 000 visiteurs même si la majorité se contente de marches d'une journée. Les dénivelés sont peu importants mais les zones planes sont rares, ce qui engendre une progression assez hachée, succession de courtes montées et descentes. De nombreux abris et chalets sont construits le long du trajet. Les randonneurs entraînés le parcourent dans son intégralité en 4 jours.
Le sentier est généralement praticable de début juin à mi-octobre, et le début du mois de septembre (Ruska) marque la haute saison. En hiver, 25 km sont aménagés pour les skieurs et randonneurs en raquettes (du 15.2 au 30.4).